# John Frederick Bateman
John Frederick Bateman (Lower Wyke, Halifax, West Yorkshire, 1810 – Farnham, Surrey, Anglaterra 1889) era un enginyer civil anglès, el treball del qual bastí les bases del modern Regne Unit en matèria de subministrament d'aigua, tant per a les indústries com per a les poblacions. Va projectar i construir des de 1835 i al llarg de més de cinquanta anys, embassaments i canalitzacions d'aigua. Era el més important constructor de preses del seu temps.
El seu projecte més important fou el del subministrament de la major part de l'aigua de Manchester. El conjunt de pantans que el conforma fou, en el seu dia, el més gran del món, començat el 1848 i acabat el 1877. Bateman treballà en multitud de projectes al Regne Unit i a altres països, com els dissenys i construcció del sistema de drenatge i subministrament d'aigua per a Buenos Aires, i projectes per a Nàpols, Constantinoble i Colombo. Així mateix projectà i dirigí a distància la dessecació de l'Albufera de Mallorca.

## Vida
Bateman va néixer a Lower Wyke, prop de Halifax, el 30 de maig de 1810. Era el fill gran de John Bateman i Mary Agnes La Trobe, filla de Benjamin La Trobe, missioner de l'església meroviana, estudià a les escoles d'aquest corrent protestant fins als tretze anys.
L'1 de setembre de 1841 es va casar amb Anne, única filla de Sir William Fairbairn, amb la qual va tenir tres fills i quatre filles. El 1883 va rebre per llicència reial el cognom i les armes de La Trobe, en homenatge al seu avi i va esdevenir així John Frederic La Trobe Bateman.
Bateman moria el 10 de juny de 1889 a Moore Park, la seva residència a Farnham, una propietat que havia adquirit el 1859.

## Carrera professional
A l'edat de quinze anys era aprenent de Dunn, un enginyer de mines a Oldham. El 1833 s'establí pel seu compte com enginyer civil. Durant quaranta-vuit anys, de 1833 a 1881, Bateman dirigí els seus negocis en solitari. Des de 1881 a 1885 s'associà George Hill, i el 1888 incorporava com socis el seu gendre, Richard Clere Parsons, i el seu fill, Lee La Trobe Bateman.
El 1834 investigava les causes de les inundacions al riu Medlock, que el portaren a estudiar a fons l'enginyeria hidràulica. El 1835 estava associat amb el seu futur sogre Sir William Fairbairn, replantejant els pantans en el Riu Bann a Irlanda. Des d'aquell moment estigué gairebé contínuament treballant en la construcció de preses i canalitzacions d'aigua. En els seus projectes defensava l'ús preferent de l'aigua tova front a l'aigua dura, i optava, on era factible, per esquemes de gravitació per tal d'evitar el bombament. Dedicava molta atenció al mesurament de les precipitacions i va acumular molta informació estadística sobre la qüestió i detallava les seves observacions per escrit.

### Subministrament d'aigua a Manchester
El sistema més gran de canalització que emprengué Bateman fou el de Manchester. El 1844 se'l consultava sobre el subministrament d'aigua a Manchester i al comtat de Salford. El 1846 es concretava el projecte a partir de la construcció d'un conjunt de pantans al comtat de Longdendale als monts Penins; els treballs començaren el 1848 i es van acabar a la primavera de 1877. El 1884 Bateman va publicar una History and Description of the Manchester Waterworks (‘Història i descripció del sistema hidràulic de Manchester'), de gran interès per l'estudi de l'enginyeria hidràulica. L'esquema Longdendale, tanmateix, havia estat dissenyat per servir una població de menys de la meitat del Manchester de 1882, i va ser necessari trobar fonts addicionals de subministrament. A suggeriment de Bateman la corporació decidia realitzar nous treballs a Thirlmere. Bateman dirigí de nou els treballs, ajudat per George Hill.

### Altres treballs
El 1852 era requerit per assessorar a l'ajuntament de Glasgow en relació al subministrament d'aigua a la ciutat. El Parlament dotà de crèdit el projecte per a l'obtenció d'aigua des de Loch Katrine. Els treballs començaren a la primavera de 1856 i es van completar abans de març de 1860. Les conduccions recorren 54 kilòmetres de canalització, i van ser descrits per James M. Gale com dignes d'«aguantar la comparació amb els aqüeductes més extensos al món, sense excloure els de Roma»'. L'any 1874 va preparar projectes de canalització per Nàpols i Constantinobla, també va ser contractat a Ceilan per dissenyar i executar el subministrament d'aigua a Colombo.
Treballà en sistemes de subministrament d'aigua per Aberdare, Accrington, Ashton, Belfast, Birkenhead, Blackburn, Bolton, Cheltenham, Chester, Chorley, Colne Valley, Darwen, Dewsbury, Dublín, Forfar, Gloucester, Halifax, Kendal, Macclesfield, Marsden, Newcastle upon Tyne, Oldham, Perth (Scotland), St Helens (Merseyside), Stockdale, Stockport, Warrington i Wolverhampton.

### Dessecació de l'Albufera de Mallorca

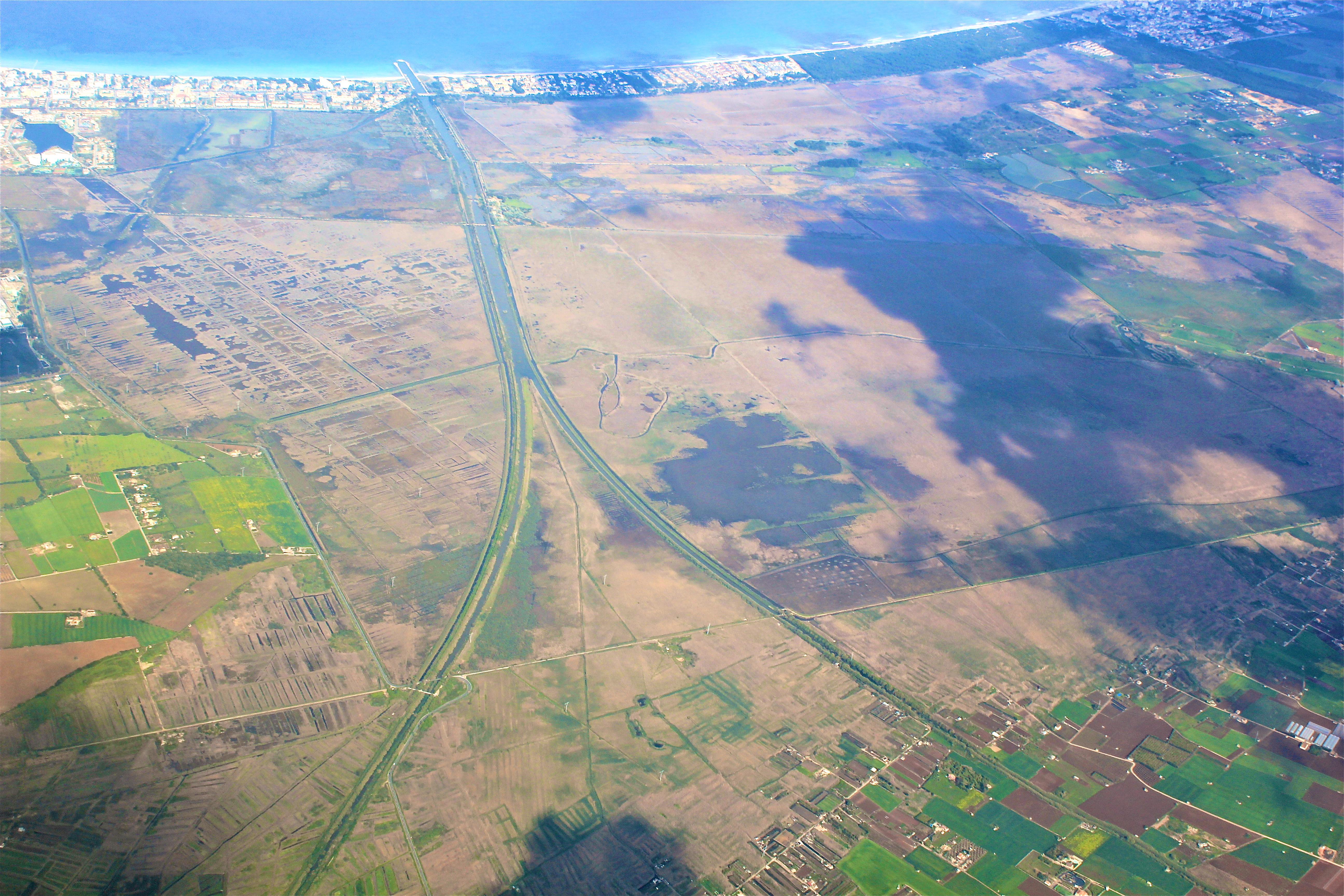
Vista aèria de l'Albufera; S'hí veu la canalització dels torrents de Muro i de Sant Miquel cap el Gran Canal i s'intueix bona part de la xarxa secundària aflorant sota la vegetació, obres dissenyades per Bateman

Després de diversos intents, el 1863 una companyia de capital anglès denominada New Majorca Land Company, de la qual l'únic propietari era Bateman, inicià els treballs de dessecació de l'Albufera. Els treballs d'execució foren dirigits pels enginyers Wilhelm Green i Henry Robert Waring i foren finalitzats el 1871; s'havien dessecat 3.882 quarterades (2.757 hectàrees), construït 138 km de canals, d'amplades d'entre 4 i 60 metres, 13 sifons, 40 km de camins, 11 ponts i un pantalà marítim de 300 metres. Per a la comoditat dels treballadors, Bateman fundà la colònia de Gatamoix, que va acollir 40 famílies i comptava amb església i escola.
Des del punt de vista empresarial el projecte fou un fracàs; la intrusió de les aigües salines i la surgència d'aigües subterrànies que tornaren a inundar part dels terrenys deixaren només 280 hectàrees aptes pel cultiu, cosa que feia impossible recuperar una inversió estimada en uns desset milions i mig de pessetes de l'època (5.645 kg d'or). Però tingué importants efectes sobre l'entorn, ja que no només suposà la transformació completa dels terrenys lacustres, sinó també la de tot el seu entorn, ja que la reducció dels riscos d'inundació de la comarca i la quasi eliminació de les febres tercianes, posaren les bases per l'important desenvolupament agrari de la plana de sa Pobla i Muro del segle xx.
Bateman tenia casa, amb capella, a sa Pobla i hi consta la seva presència el 1862, 1863 i 1886, data en què fou objecte d'un homenatge per part del poble; el mateix any donà l'empresa al seu fill Lee La Trobe Bateman, que degut als greus problemes d'endeutament se'n va desprendre el 1896 davant la impossibilitat de fer-la rendible.
Així mateix influí sobre altres projectes d'enginyeria hidràulica de Mallorca, el 1863 revisà un projecte de subministrament d'aigua a Palma de l'enginyer neerlandès Paul Bouvy de Schorrenberg i convidà a Eusebi Estada, enginyer mallorquí, a visitar les obres de Manchester.

#### Cultura popular
El pas dels «anglesos» per Mallorca, deixà rastre en la cultura popular, com la toponímia, amb el Pont dels Anglesos. També durant una sequera, el 1867, els veïnats arribaren a culpar-los que no plogués, el governador va haver d'ordenar a l'ajuntament de sa Pobla que desmentís la superstició; part dels conflictes que hi va haver, tenien a veure amb la diferències religioses. Així mateix es conserven gloses populars que s'hi refereixen:

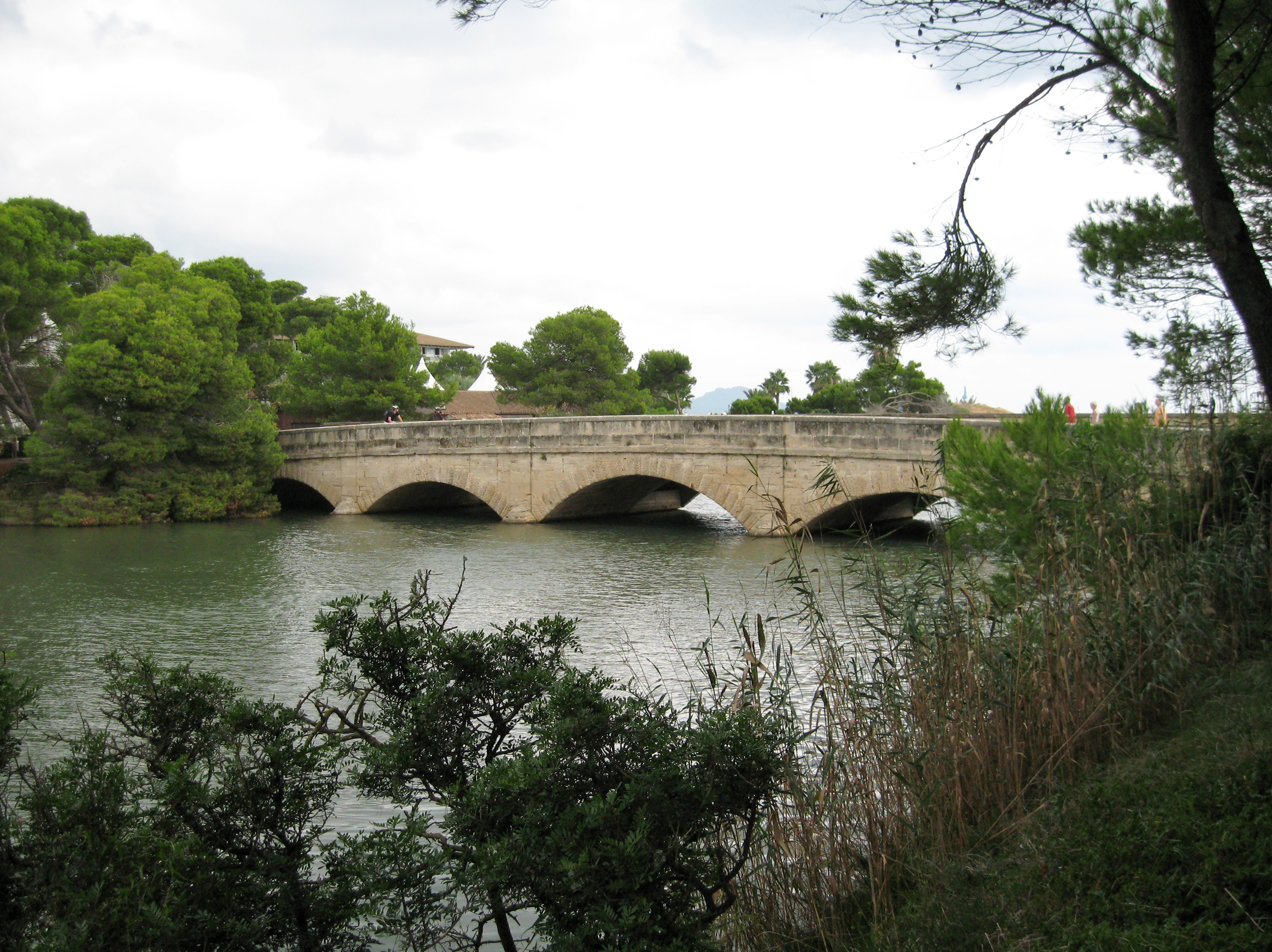
Pont dels Anglesos, topònim popular en referència als autors de la dessecació

Si és cotó és nat espès
arrancau sa cotonera
sa marjal de sa Bufera 
 l'ha de conrar un anglès.

--
S'enginyer que te sa clau
de sa caixa des doblers
per pagar es jornalers
que fan feina en es canal.

--
Ja comença a fer gotetes
i es torrent qui ja se'n ve
mal s'endugués s'Enginyer
 es taulons i ses casetes.

### Treballs Acadèmics
L'any 1855 elaborà un important document per a l'Associació Britànica per a l'Avanç de la Ciència, Sobre l'estat actual del nostre coneixement sobre el subministrament de l'aigua a les ciutats, que definí les característiques generals de la qüestió, contextualitzant històricament les mesures adoptades, enumerant les diverses fonts de les quals es podrien servir les ciutats, i detallant els seus valors comparatius. El 1865 publicava un fulletó Sobre el subministrament d'aigua a Londres des de les fonts del riu Severn, que generà una notable polèmica. Dissenyà el projecte a càrrec seu i es formà una comissió reial, que el 1868 l'informà favorablement. Es tractava d'un sistema per gravetat per portar a Londres més d'un milió de metres cúbics d'aigua al dia. Bateman estava relacionat amb diferents empreses portuàries de totes les Illes Britàniques, inclosa la Clyde Navigation Trust, per a les quals treballava com a consultor; També realitzà la Investigació de les Inundacions de Shannon el 1863, contractat pel govern.
Alguns dels seus treballs més teòrics també es realitzaren a l'estranger. El 1869 proposava, en un fulletó titulat Tren Canal, escrit conjuntament amb Julian John Révy, construir un ferrocarril submarí pel canal de la Mànega entre França i Anglaterra mitjançant un túnel de ferro. El mateix any representava a la Royal Society, convidada pel Jedive Ismail Pasha, a la inauguració del Canal de Suez, i escrivia un llarg informe, que fou llegit a la Societat el 6 de gener de 1870. A l'hivern de 1870 visitava Buenos Aires, a instàncies del govern Argentí, per tal de replantejar la ubicació del seu port. Els seus plans no s'adoptaven, però fou contractat per dissenyar i fer el drenatge i subministrament d'aigua a la ciutat.
Bateman fou membre de la Institució d'Enginyers Civils (1840); soci des de 1860 i president el 1878 i el 1879 de la Royal Society de Londres; soci de la Royal Society of Edimburg, la Royal Geographical Society, la Societat Geològica de Londres, la Society of Arts, i la Royal Institution.

## Reconeixements
- Té una placa dedicada a la paret exterior del pou aeri més profund del Túnel Mottram a Anglaterra.
- Un carrer de Sa Pobla porta el seu nom des de 1955.